# Mopalia lignosa
Mopalia lignosa är en blötdjursart som först beskrevs av Gould 1846.  Mopalia lignosa ingår i släktet Mopalia och familjen Mopaliidae. Inga underarter finns listade i Catalogue of Life.

## Bildgalleri

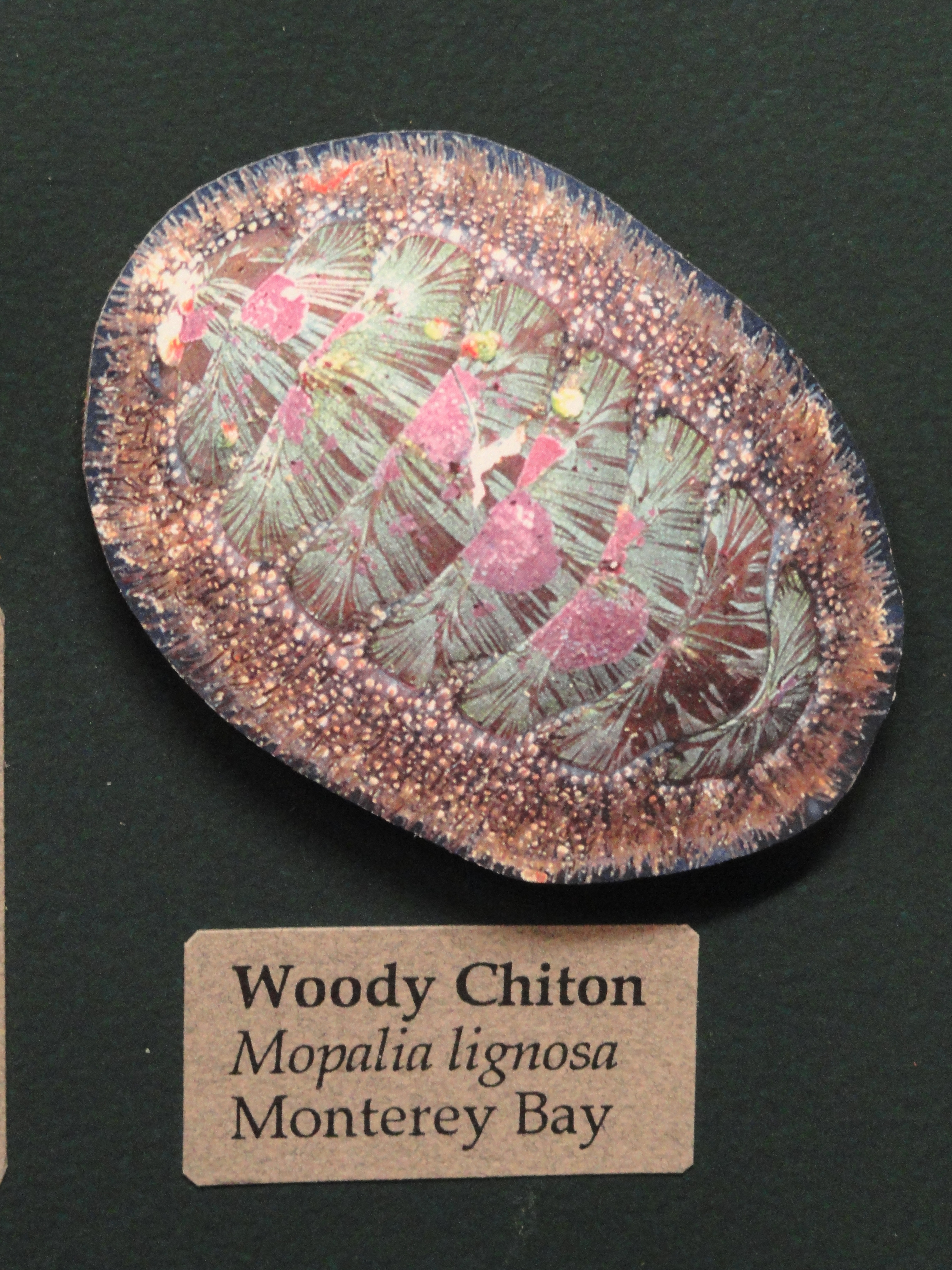